# نیروهای مسلح ارمنستان
نیروهای مسلح جمهوری ارمنستان (به ارمنی: Հայաստանի Հանրապետության զինված ուժեր) شامل نیروی زمینی و نیروی هوایی و پدافندی است. عموم تجهیزات این نیروها دارای سیستم شرقی و بازمانده‌ای از ارتش سرخ شوروی بوده و این نیرو پس از فروپاشی شوروی در ژانویه سال ۱۹۹۲ تشکیل شده‌است.

## توضیحات
بخشی از ارتش ارمنستان از یگان‌های استقرار یافته در بخش ارمنی‌نشین شوروی سابق هستند که غالباً یگانهایی از گارد هفتم نیروی زمینی متعلق به حوزه نظامی ترانس کاکازیان می‌باشند. از آنجا که ارمنستان به خشکی محصور است، فاقد نیروی دریایی است.
فرماندهی نظامی نیروها بر عهده رئیس ستاد مشترک است و وزارت دفاع مسئولیت هدایت سیاسی نیروهای مسلح را بر عهده دارد. وزارت دفاع ارمنستان در ۲۸ ژانویه ۱۹۹۲ و پس از استقلال این کشور از اتحاد جماهیر شوروی سابق تشکیل شد.
از سال ۲۰۰۱ میلادی به بعد، سالگرد تشکیل ارتش ارمنستان به عنوان یک روز تعطیل شناخته می‌شود.